# Racing Club (fútbol femenino)
El Racing Club es una entidad polideportiva argentina, con sede en Avellaneda, Provincia de Buenos Aires. Fue fundado como club de fútbol el 25 de marzo de 1903, constituyéndose el primero creado íntegramente por criollos. Su equipo de fútbol femenino profesional es uno de los más destacados dentro de la Campeonato de Fútbol Femenino de Primera División A.

## Historia

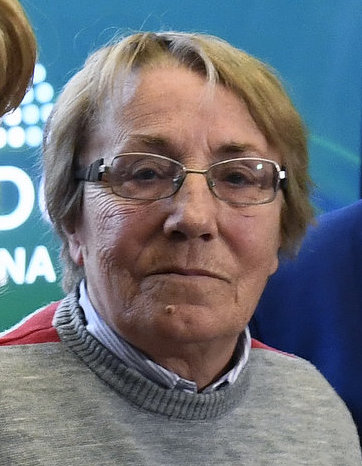
Betty García, de las primeras jugadoras académicas y una de las pioneras del fútbol femenino.

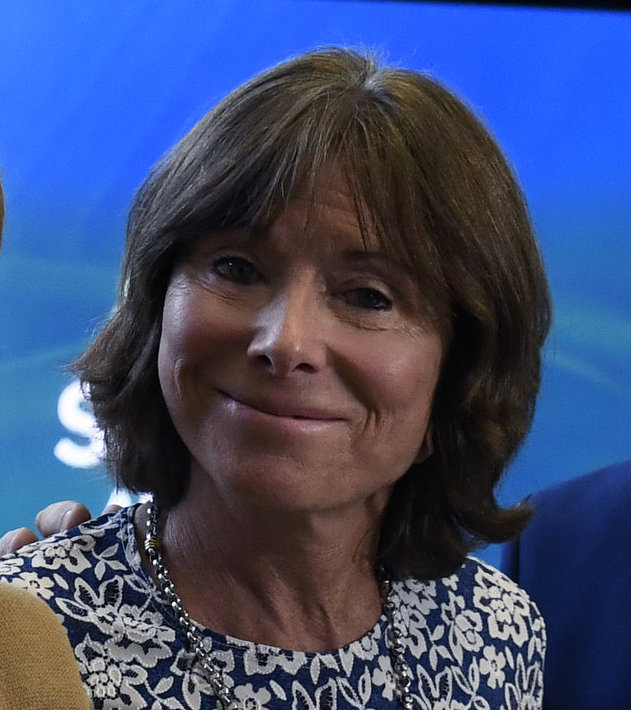
Marta Soler, destacada arquera, fue otra pionera tanto en Racing como en la Selección Nacional.

En 1978, se realizó un torneo metropolitano femenino de un mes de duración que fue ganado por Racing Club. Algunos de los equipos participantes (los pocos que aceptaban mujeres), además del ya mencionado campeón, fueron Yupanqui, Excursionistas, Minué y San Fernando. En el plantel de Racing se encontraban cuatro jugadoras que habían disputado la Copa Mundial Femenina de Fútbol de 1971: Gloria "Betty" García, Marta Soler, Virginia Cattaneo y Norma Saralegui.
En 1996, Racing Club debutó en torneos AFA en el Campeonato de Fútbol Femenino del mismo año. Luego por falta de inversión no volvió a competir hasta el año 2003, disputando los campeonatos de forma continuada desde el Apertura 2003 hasta el Apertura 2004.
En el año 2017 regresa a competiciones oficiales y disputa la segunda división en la temporada 2017-18; en donde logra su ascenso y retorno a la primera división al ganar el Torneo Reducido superando en la final a Real Pilar por 2 a 1 en el marcador global obteniendo así el tercer y último ascenso.
En su temporada re-debut en primera, disputando el Campeonato 2018/19, destaca resultando puntera de la Zona A, clasificando a la fase campeonato, donde culminan en el séptimo puesto (7.º) con 9 puntos de 14 partidos jugados, 2 ganados, 3 empatados y 9 derrotas.
En el campeonato del año 2022 La Academia realiza su mejor campaña en la historia de la disciplina en su rama femenina, siendo tercera (3.º) con 47 puntos, producto de 15 victorias, 2 empates y solo 3 derrotas en 20 partidos disputados. Además participa por primera vez de la Copa Federal donde queda eliminado en octavos de final ante Belgrano.
El 30 de agosto de 2022, la goleadora y capitana Rocío Bueno se convierte en la primera jugadora en la historia del fútbol femenino en Argentina en pasar a un equipo del exterior en un préstamo con cargo (al Sassuolo de Italia). Demostrando la importancia que le brinda el Club al fútbol femenino y al crecimiento de sus jugadoras.
El 7 de julio de 2023, la defensora Luana Muñoz ficha por el Celtic Women de la Scottish Women's Premier League, siendo la primera jugadora argentina en jugar para dicha liga europea.
El 14 de enero de 2025, la delantera Milagros Menéndez es vendida por 4 000 USD al Al-Amal de la Saudi Women's Premier League, siendo la primera argentina en jugar en Arabia Saudita.

## Jugadoras

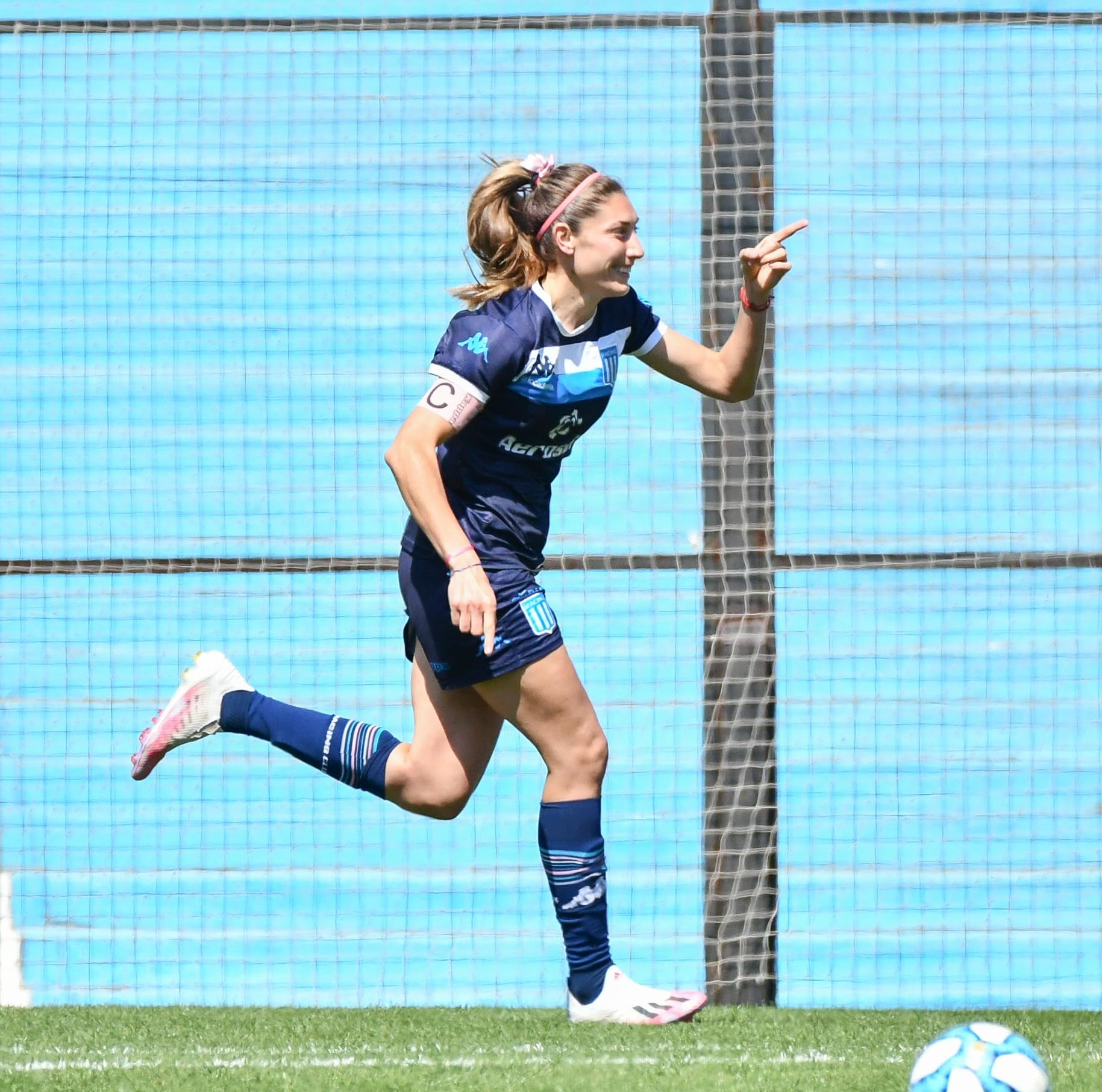
Rocío Bueno

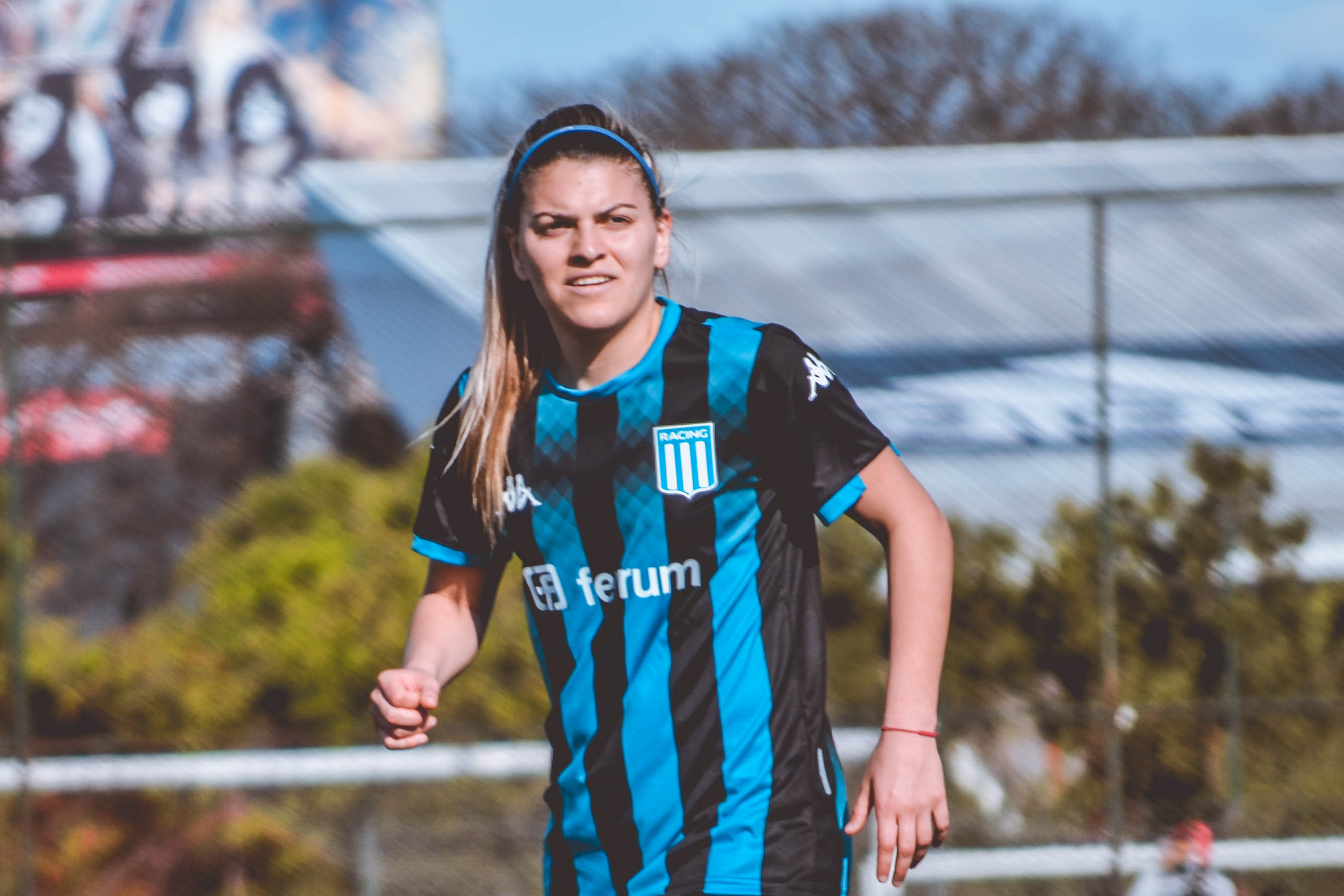
Belén Stefanía Spenig

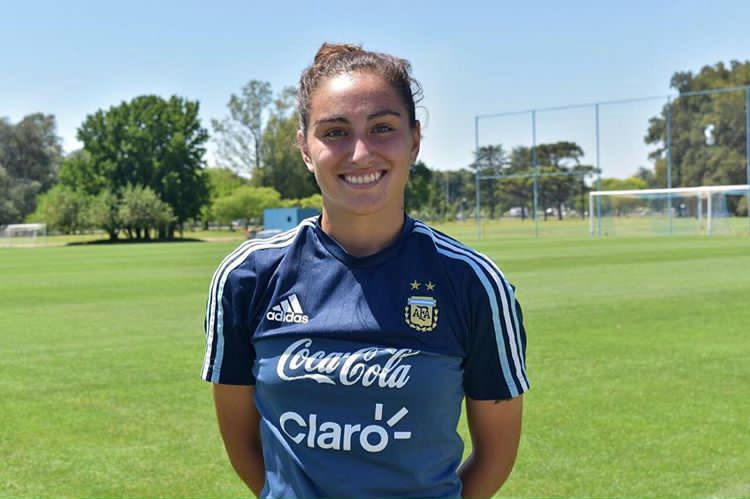
Luana Florencia Muñoz

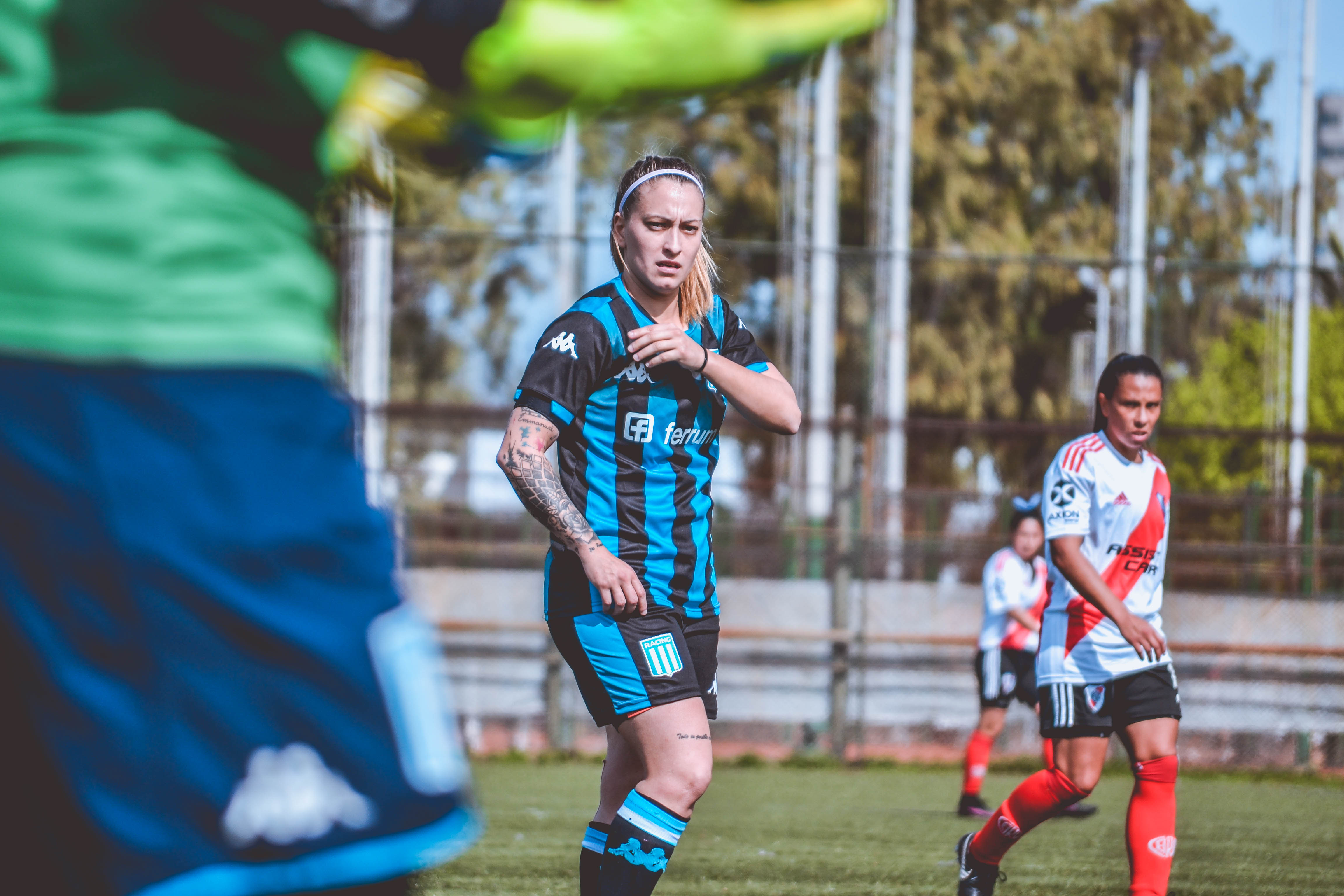
Sofía Belén Giannini

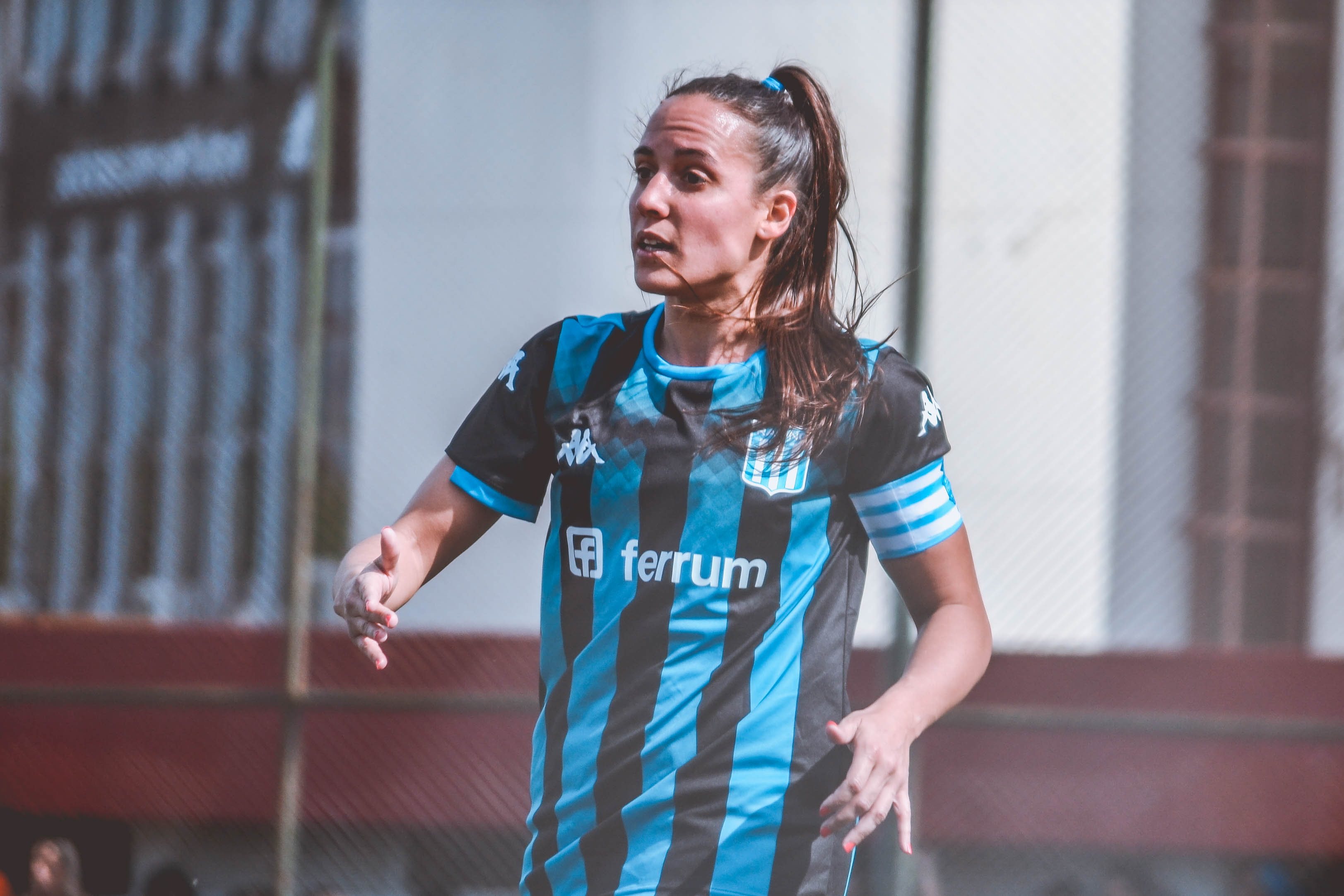
Florencia Romero

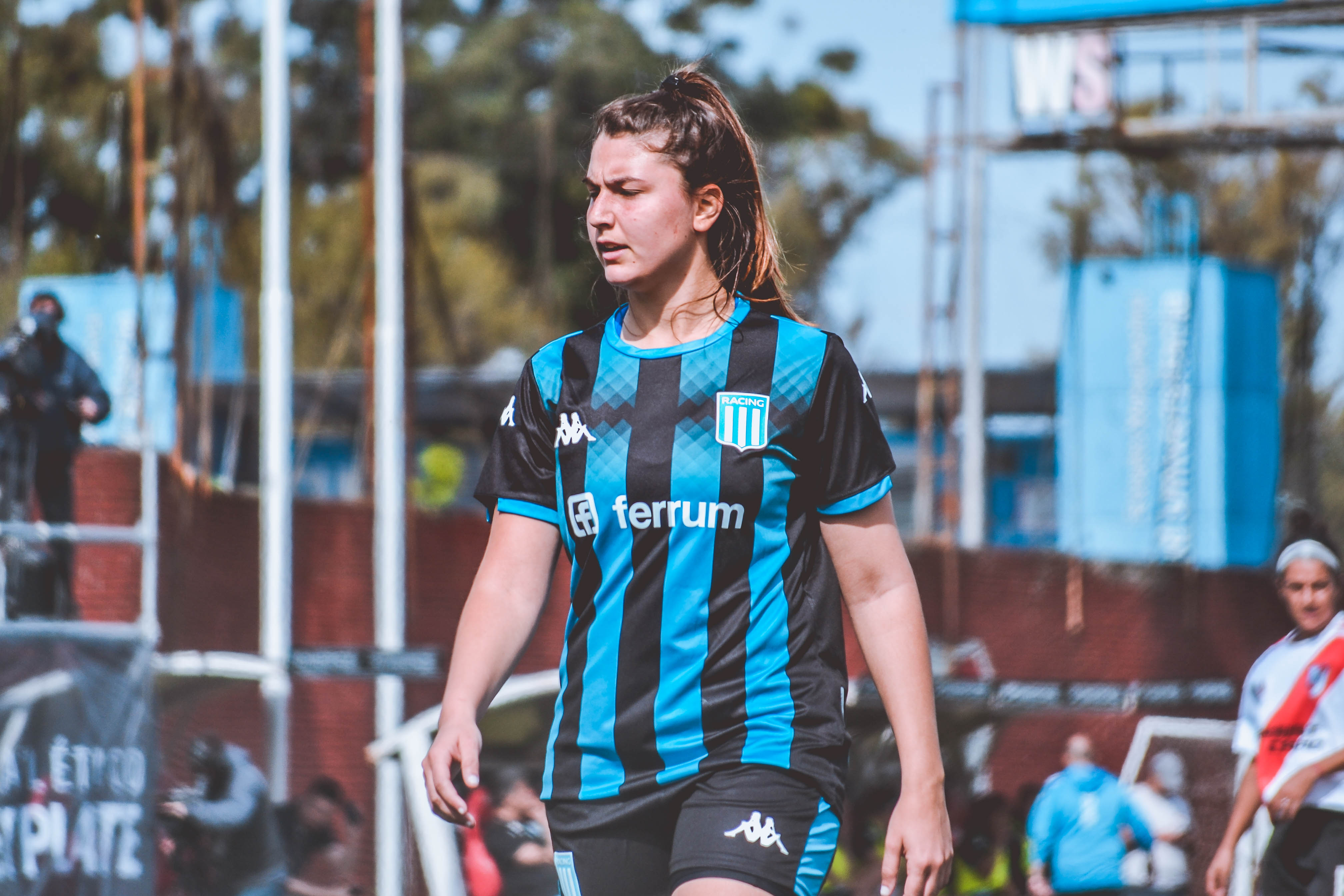
Eugenia Nardone

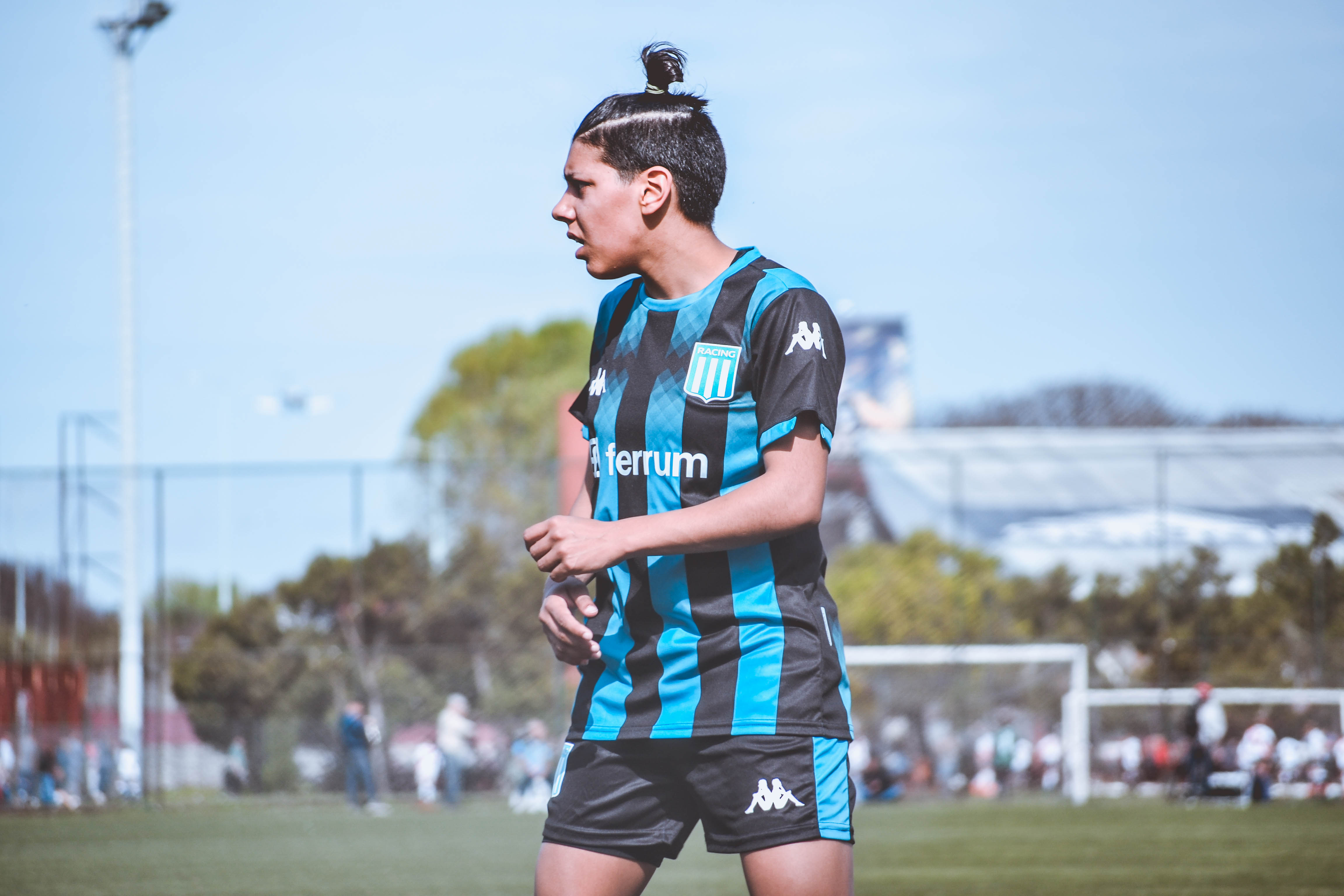
Milagros Menna

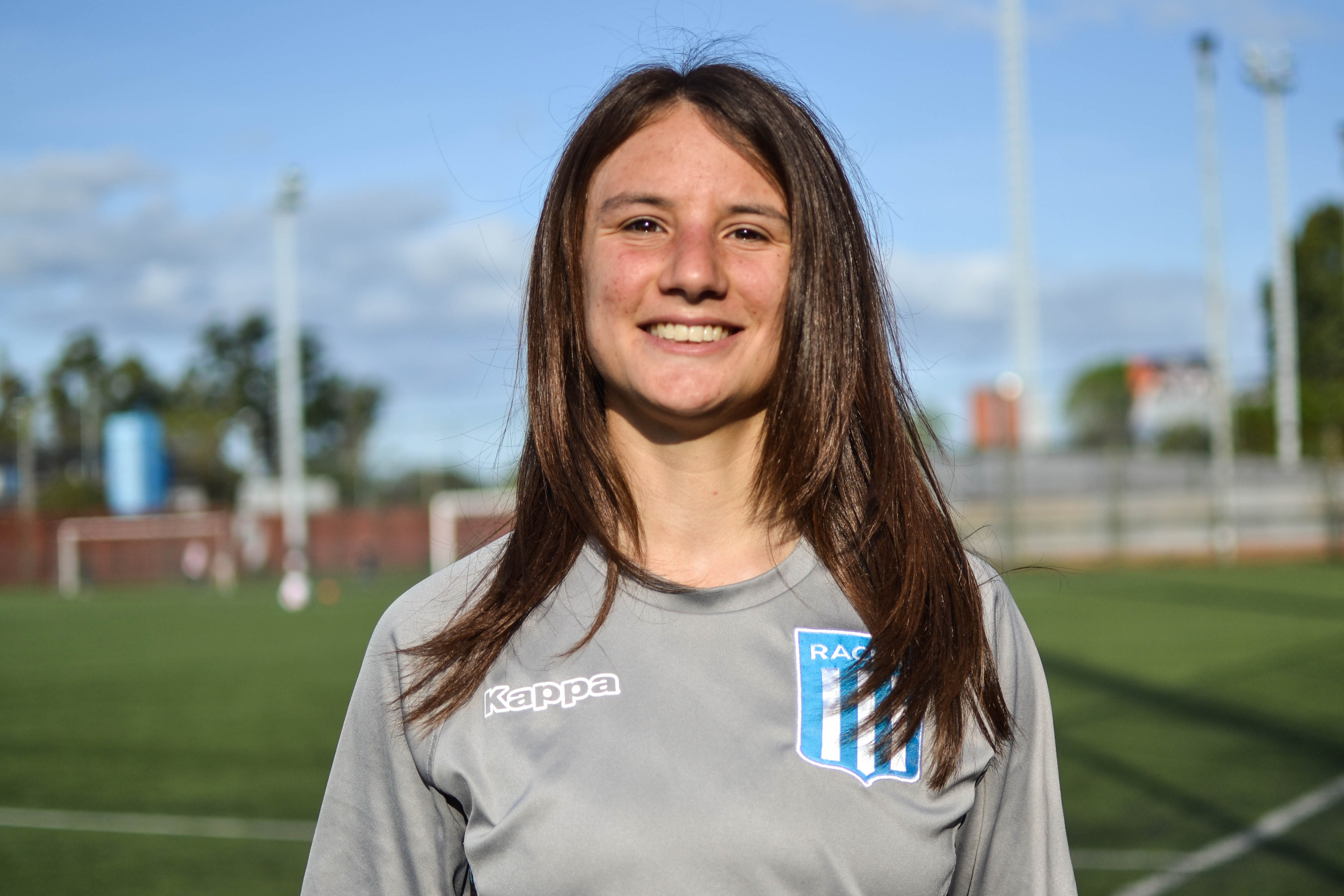
Sofía Chemes

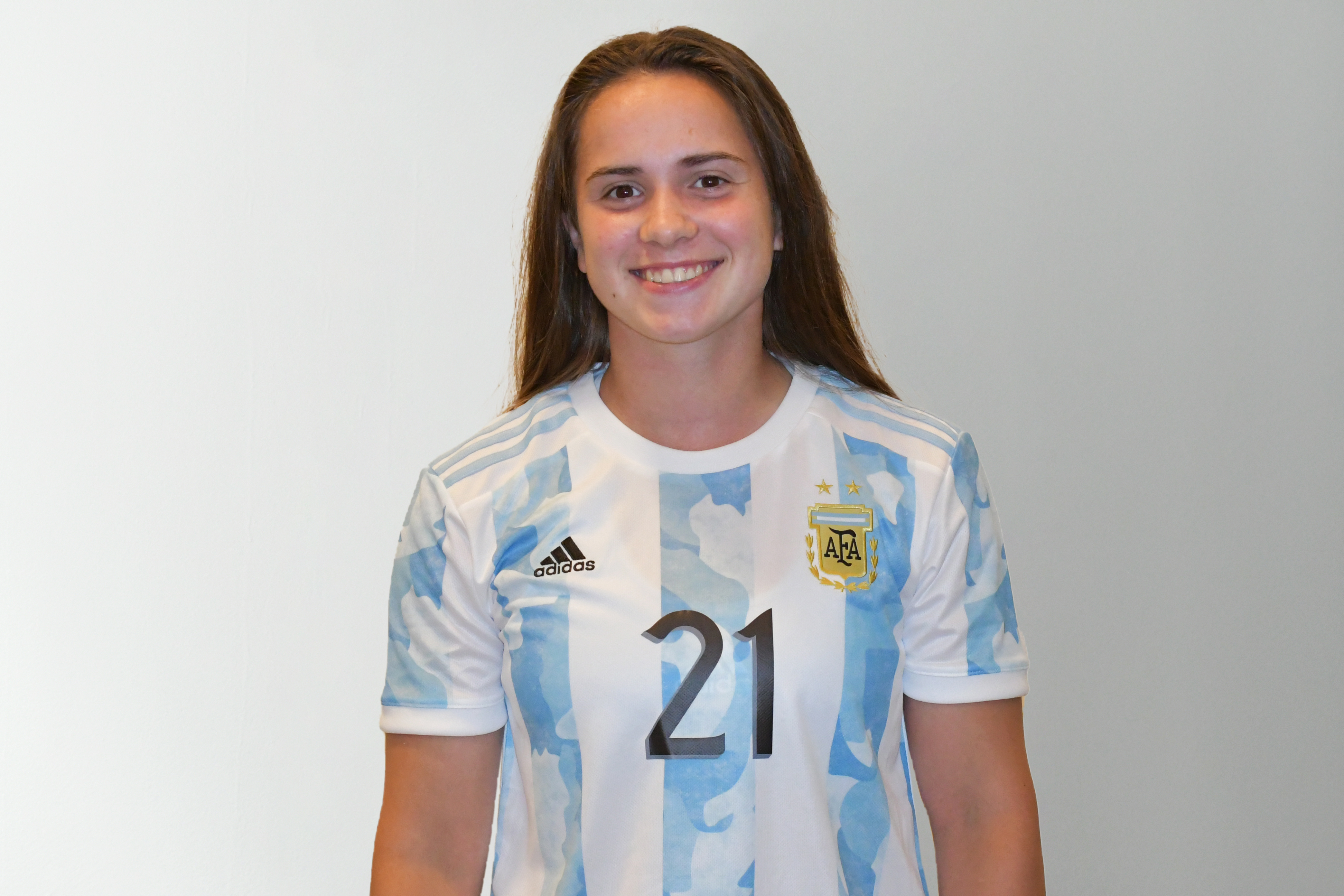
Agostina Holzheier

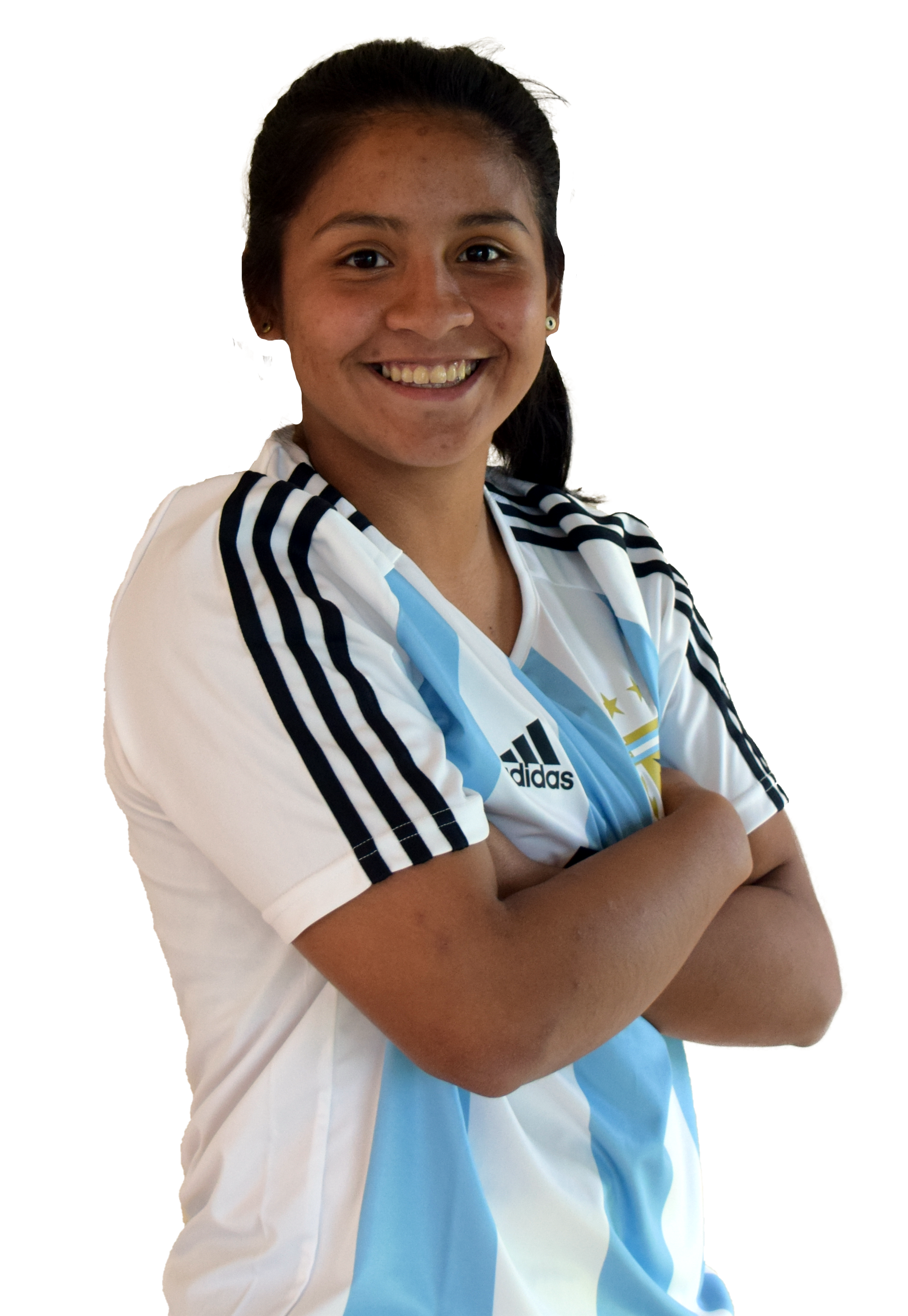
Milagros Ayelén Otazú

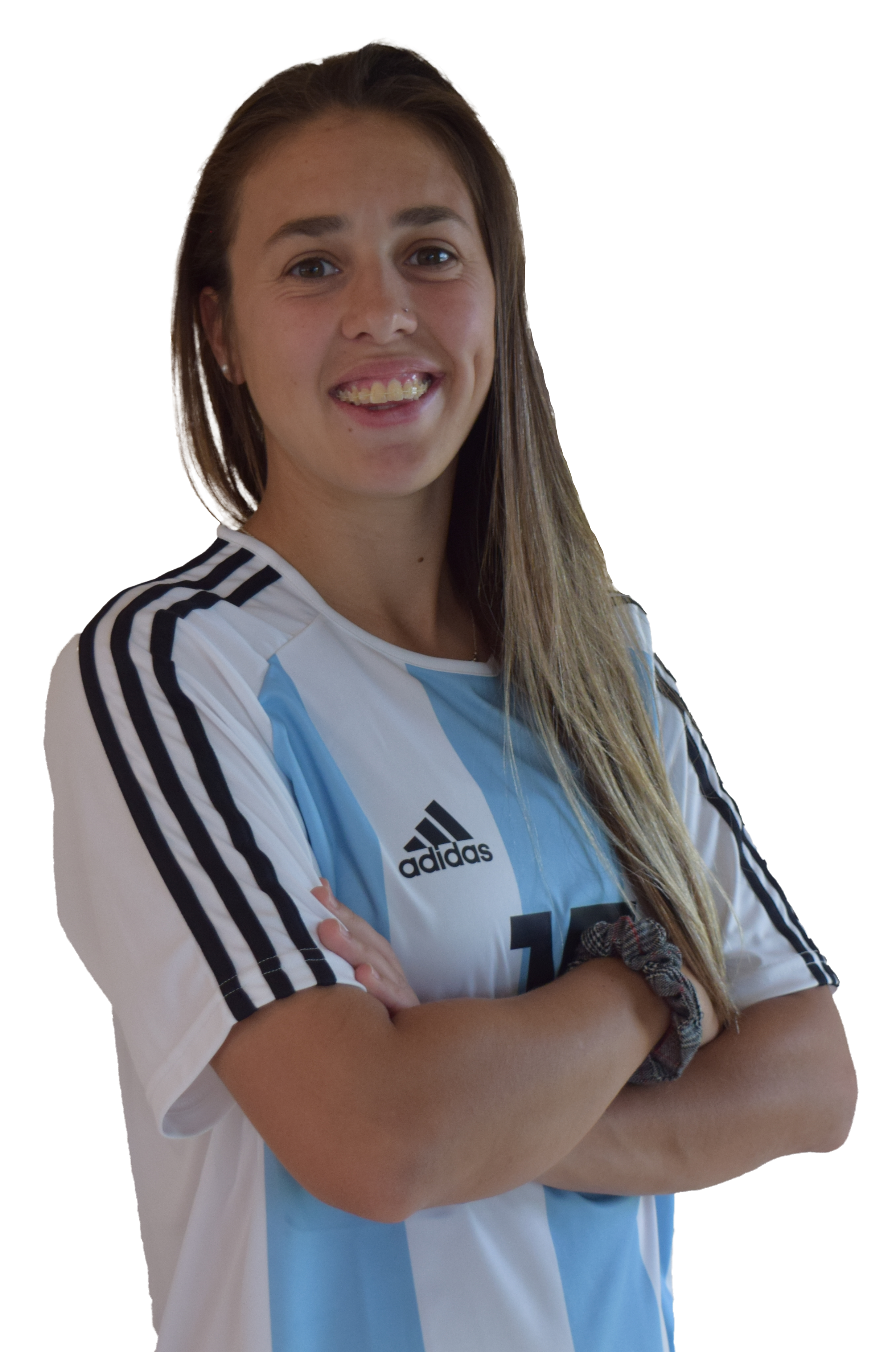
Adriana Sachs

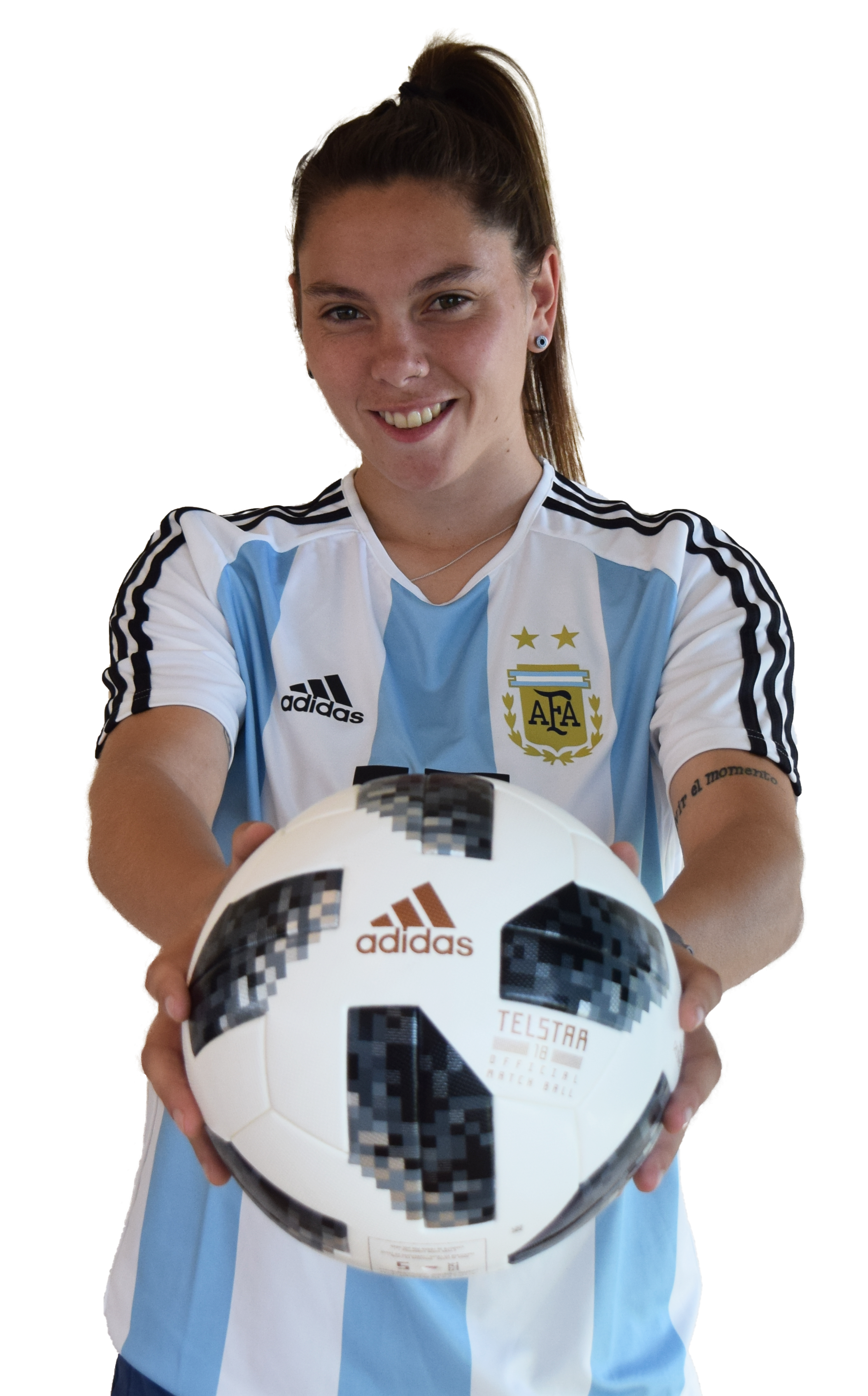
Milagros Menéndez

### Mercado de pases
| Altas 2025             | Altas 2025     | Altas 2025      |
| Jugadora               | Posición       | Origen          |
| ---------------------- | -------------- | --------------- |
| Gabriela Herrera       | Centrocampista | UAI Urquiza     |
| Stefanía Orrego        | Centrocampista | Newell's        |
| Belén Marijuán         | Delantero      | River Plate     |
| Thalia Araujo Quiñones | Delantero      | Deportivo Pasto |

| Bajas 2025         | Bajas 2025     | Bajas 2025 |
| Jugadora           | Posición       |            |
| ------------------ | -------------- | ---------- |
| Karen Peralta      | Guardameta     |            |
| Candela Ledesma    | Defensa        |            |
| Sofía Palacios     | Defensa        |            |
| Maricel González   | Centrocampista |            |
| Camila Ulloa       | Centrocampista |            |
| Ailén Martínez     | Centrocampista |            |
| Milagros Menéndez  | Delantero      |            |
| Nazarena Viola     | Delantero      |            |
| Tamara Hardie      | Delantero      |            |
| Rocío Ayelén Gómez | Delantero      |            |
| Vanina Bruzzone    | Delantero      |            |
| Macarena Lescano   | Delantero      |            |

## Patrocinadores
| Kappa               |
| Locademia           |
| Río Uruguay Seguros |
| Quilmes (cerveza)   |
| EA Sports           |
| Capitán Cuac        |
| Cetrogar            |

## Participación en campeonatos nacionales

### Cronograma
La competencia AFA oficial comenzó a disputarse desde 1991, Racing Club hizo su primera aparición en 1996. No participó en torneos AFA oficiales entre 1997 y 2003, y entre 2005 y 2017.

## Palmarés
| Competición                          | Campeón | Subcampeón         | 3.er Puesto |
| ------------------------------------ | ------- | ------------------ | ----------- |
| Primera División A                   |         | Ap. 2024, Cl. 2024 | 2022        |
| Primera División B                   |         |                    | 2017-18     |
| Liga de Desarrollo de Conmebol Sub16 | 2019    |                    |             |

## Reserva
Racing Club cuenta con un equipo reserva conformadas por jugadoras sub-19, además de otros dos equipos sub-14 y sub-16 de jugadoras de la cantera. Racing Club es uno de los dieciocho equipos fundacionales del Campeonato de Reserva del Fútbol Femenino organizado por AFA, cuya primera edición comenzó a disputarse en noviembre de 2019.

#### Cuerpo Técnico Sub-19 (reserva)
- Entrenadora: Lucía Bastitta.
- Preparadora Física: Agustina Nery.
- Médica: Melina Carabajal.
- Kinesióloga: Belén Diz.
- Utilero: Diego Urbaneja.

#### Cuerpo Técnico Sub-16 y Sub-14
- Entrenador: Nicolás Pérez.
- Ayudante de campo: Facundo Corriale.
- Preparadora Física: Erica Markutin.

## Clásico Femenino de Avellaneda
Disputa ante Independiente el Clásico femenino de Avellaneda, heredado del fútbol masculino. (Datos actualizados al 25 de abril de 2025).
| Historial de partidos disputados | Historial de partidos disputados | Historial de partidos disputados | Historial de partidos disputados | Historial de partidos disputados |
| Torneo                           | Fecha                            | Equipo local                     | Resultado                        | Equipo visitante                 |
| -------------------------------- | -------------------------------- | -------------------------------- | -------------------------------- | -------------------------------- |
| Campeonato 1996                  | 29 de septiembre de 1996         | Racing Club                      | 8:2                              | Independiente                    |
| Campeonato 1996                  | 1 de diciembre de 1996           | Independiente                    | 1:5                              | Racing Club                      |
| Apertura 2003                    | 14 de diciembre de 2003          | Racing Club                      | 0:3                              | Independiente                    |
| Apertura 2004                    | 4 de diciembre de 2004           | Independiente                    | 0:5                              | Racing Club                      |
| Primera B 2017-18                | 1 de octubre de 2017             | Independiente                    | 4:0                              | Racing Club                      |
| Primera B 2017-18                | 18 de marzo de 2018              | Racing Club                      | 1:1                              | Independiente                    |
| Campeonato 2018-19               | 16 de septiembre de 2018         | Racing Club                      | 1:0                              | Independiente                    |
| Campeonato 2018-19               | 16 de diciembre de 2018          | Independiente                    | 0:0                              | Racing Club                      |
| Campeonato 2019-20               | 23 de noviembre de 2019          | Racing Club                      | 2:0                              | Independiente                    |
| Campeonato 2022                  | 29 de abril de 2022              | Independiente                    | 0:1                              | Racing Club                      |
| Campeonato 2023                  | 12 de junio de 2023              | Independiente                    | 2:0                              | Racing Club                      |
| Campeonato 2023                  | 15 de septiembre de 2023         | Racing Club                      | 3:1                              | Independiente                    |
| Copa Federal 2023                | 3 de febrero de 2024             | Independiente                    | 0:1                              | Racing Club                      |
| Campeonato 2024                  | 7 de julio de 2024               | Independiente                    | 0:4                              | Racing Club                      |
| Campeonato 2024                  | 21 de noviembre de 2024          | Racing Club                      | 1:1                              | Independiente                    |
| Campeonato 2025                  | 27 de abril de 2025              | Independiente                    | 1:1                              | Racing Club                      |

### Estadísticas del clásico
| Independiente | 3  |
| Empates       | 4  |
| Racing Club   | 9  |
| Total         | 16 |

| Goles Independiente | 16 |
| Goles Racing Club   | 33 |
| Total de goles      | 49 |

### Otras rivalidades
Racing también mantiene clásicas rivalidades con Boca Juniors, River Plate y San Lorenzo de Almagro, todos ellos también heredados del fútbol masculino.